# Us (James Bay)
Us è un singolo del cantautore britannico James Bay, pubblicato il 30 marzo 2018 come terzo estratto dal secondo album in studio Electric Light.
Il 22 maggio 2018 il singolo è stato pubblicato in una nuova versione alla quale ha collaborato la cantautrice statunitense Alicia Keys.

## Video musicale
Esistono tre videoclip del brano.
Il primo videoclip è stato pubblicato il 29 marzo 2018 come acoustic video.
Il secondo videoclip è stato pubblicato come video ufficiale il 18 aprile 2018 e mostra diverse ambientazioni.
Il terzo videoclip realizzato per la versione con Alicia Keys nel quale compare quest'ultima, è stato pubblicato il 23 maggio 2018.

## Classifiche
| Classifica (2018) | Posizione massima |
| ----------------- | ----------------- |
| Belgio (Vallonia) | 54                |